# Alessandro Donati
Alessandro Donati (Atri, 8 de maio de 1979) é um ciclista italiano. Estreiou como profissional em 2004 com a equipa Acqua & Sapone onde esteve toda a sua trajetória profissional. Depois de sua retirada exerceu as funções de diretor desportivo do conjunto GM Europa Ovini.

## Palmarés
- Não conseguiu nenhuma vitória como profissional

## Resultados em Grandes Voltas
| Corrida | Corrida         | 2004 | 2005 | 2006 | 2007 | 2008 | 2009  | 2010 | 2011 | 2012 |
| ------- | --------------- | ---- | ---- | ---- | ---- | ---- | ----- | ---- | ---- | ---- |
|         | Giro d'Italia   | ―    | ―    | ―    | ―    | ―    | 109.º | 75.º | ―    | ―    |
|         | Tour de France  | ―    | ―    | ―    | ―    | ―    | ―     | ―    | ―    | ―    |
|         | Volta a Espanha | ―    | ―    | ―    | ―    | ―    | ―     | ―    | ―    | ―    |

―: não participa

Ab.: abandono